# Лејк Мери (Флорида)
Лејк Мери (енгл. Lake Mary) град је у америчкој савезној држави Флорида. По попису становништва из 2010. у њему је живело 13.822 становника.

## Демографија
Према попису становништва из 2010. у граду је живело 13.822 становника, што је 2.364 (20,6%) становника више него 2000. године.
| Група             | 2000.         | 2010.          |
| Белци             | 9.734 (85,0%) | 10.641 (77,0%) |
| Афроамериканци    | 413 (3,6%)    | 688 (5,0%)     |
| Азијати           | 439 (3,8%)    | 828 (6,0%)     |
| Хиспаноамериканци | 713 (6,2%)    | 1.408 (10,2%)  |
| Укупно            | 11.458        | 13.822         |